# Eyad el-Sarraj
Eyad el-Sarraj, född 27 april 1944 i Be'er Sheva i Brittiska Palestinamandatet, död 18 december 2013, var en palestinsk psykiater och freds- och människorättsaktivist från Gaza.
Eyad el-Sarraj var rådgivare i den palestinska delegationen vid fredsförhandlingarna i Camp David år 2000. Vid 2006 års val till den Palestinska myndigheten stod han överst på kandidatlistan för Wa'ad-partiet (den nationella koalitionen för rättvisa och demokrati). Han var en av initiativtagarna till Faculty For Israeli-Palestinian Peace, ett nätverk av palestinska och israeliska akademiker, vilket arbetar för en fredsöverenskommelse.
Eyad el-Sarraj mottog Olof Palmepriset år 2010 för sin "uppoffrande och oförtröttliga kamp för förnuft, försoning och fred i en region som präglas av våld, ockupation, förtryck och mänsklig misär".